# 藍線笛鯛
藍線笛鯛，為輻鰭魚綱鱸形目鱸亞目笛鯛科的其中一種，分布於印度洋區的阿拉伯半島海域，棲息深度10-20公尺，體長可達40公分，棲息在水質清澈的珊瑚礁，單獨或成小群活動，屬肉食性，可做為食用魚。

## 擴展閱讀
維基物種上的相關：藍線笛鯛